# Корунчак Юлія Сергіївна
Юлія Сергіївна Корунчак (9 серпня 1991) — українська легкоатлетка. Майстер спорту України міжнародного класу. Учасник літніх Паралімпійських ігор 2008, 2012 та 2016 року.
Займається легкою атлетикою у Донецькому регіональному центрі з фізичної культури і спорту інвалідів «Інваспорт». Фіналістка чемпіонату світу 2015 року.

## Досягнення
- Бронзова призерка чемпіонату Європи 2014 року.
- Бронзова призерка чемпіонату світу 2015 року.
- Срібна призерка (потрійний стрибок) чемпіонату світу 2016 року.